# Hippazos
Hippazos z Metapontu (gr. Ἵππασος) – pitagorejczyk żyjący w IV w. p.n.e. Jego filozofia opierała się na przekonaniu, że wszechświat jest ograniczony, a wszystko, co się w nim znajduje, jest w ciągłym ruchu. Według Demetriosa nie pozostawił po sobie żadnych pism.